# Anones (Las Marías)
Anones es un barrio ubicado en el municipio de Las Marías en el estado libre asociado de Puerto Rico. En el Censo de 2010 tenía una población de 1262 habitantes y una densidad poblacional de 81,52 personas por km².

## Geografía
Anones se encuentra ubicado en las coordenadas 18°15′54″N 67°2′37″O / 18.26500, -67.04361. Según la Oficina del Censo de los Estados Unidos, Anones tiene una superficie total de 15.48 km², de la cual 15.42 km² corresponden a tierra firme y (0.42%) 0.06 km² es agua.

## Demografía
Según el censo de 2010, había 1262 personas residiendo en Anones. La densidad de población era de 81,52 hab./km². De los 1262 habitantes, Anones estaba compuesto por el 89.54% blancos, el 5.07% eran afroamericanos, el 0.4% eran amerindios, el 3.33% eran de otras razas y el 1.66% pertenecían a dos o más razas. Del total de la población el 98.89% eran hispanos o latinos de cualquier raza.